# تاکاکو ماتسو
تاکاکو ماتسو (انگلیسی: Takako Matsu؛ زادهٔ ۱۰ ژوئن ۱۹۷۷) هنرپیشه و خواننده-ترانه‌سرا اهل ژاپن است. وی از سال ۱۹۹۳ میلادی تاکنون مشغول فعالیت بوده‌است.
از فیلم‌هایی که وی در آن نقش داشته است، می‌توان به اعترافات اشاره کرد.